# Morsura
Morsura è il termine che indica la tecnica di far corrodere una lastra dal mordente:
- Morsura piana se la durata dell'acidatura è uguale su tutta la lastra
- A più morsure se i tempi di corrosione dell'acido variano da zona a zona della lastra onde ottenere una diversificazione nello scavo della matrice e, quindi, quantità maggiori o minori di inchiostro in fase di stampa.